# 平野橋 (広島市)
平野橋（ひらのばし）は、広島県広島市の京橋川に架かる道路橋。上り線と下り線の2橋からなる。

## 概要
国道2号筋にかかる橋。東詰交差点が広島県道37号広島三次線および広島電鉄皆実線との交点、および広電南区役所前停留場がある。さらに東へ行くと広島産業文化センター、南区役所などがある。
西へ行くと市内中心部に入る。
上流に被爆橋梁の比治山橋、下流に広島県道243号広島港線と広島電鉄宇品線の併用橋・御幸橋がある。
新広島バイパス整備に伴い、1966年（昭和41年）に開通した。現在、市内の国道2号は西方面から高架化を進めており、最終的にはここまでくる予定となっている。
また、この橋と下流の御幸橋およびその2橋間の両護岸道路は、1周2kmの「平野橋ランニングコース」として整備されており、市教育委員会により250mごとに掲示板やマークを設置されている。